# Miss France 1978
Miss France 1978 est la 48e élection de Miss France. Elle a lieu dans le hall des tours Mercuriales à Bagnolet le mercredi 28 décembre 1977.
Pascale Taurua, Miss Calédonie 1977 (titre présenté tel-quel lors de la finale, numéroté 12 sur 55) remporte le titre et succède à Véronique Fagot, Miss France 1977.
Après son élection, Pascale Taurua préfère retourner en Nouvelle-Calédonie plutôt que d’assumer son rôle de Miss France en métropole durant une année. Sa 1re dauphine, Brigitte Konjovic, Miss Paris prend l'écharpe de Miss France 78. Elle participera à l'élection de Miss Univers, mais pour des raisons de santé défaillante, elle sera aussi remplacée par Kelly Hoarau, Miss Réunion et 2ème dauphine de Miss France pour concourir à l'élection de Miss Monde. C'est la seule fois où les trois premières lauréates sur le podium portèrent à tour de rôle le titre de Miss France la même année. Toutefois c'est en définitive Brigitte Konjovic qui figure seule au palmarès.
Brigitte Konjovic épousera en 1979, l'animateur musicien Albert Raisner avec lequel elle aura deux fils Rémy et Richard.
C'est la finale Miss France qui présenta le plus de candidates : 55 participantes

## Liste des candidates
1. Miss Alpes : Florence Lefranc
2. Miss Alsace : Sylvie Obrist
3. Miss Argouat : Yasmine Arnal
4. Miss Anjou : Martine Rabier
5. Miss Aquitaine : Isabelle Olivier
6. Miss Arcachon : Sophie Chazeau
7. Miss Ardennes : Isabelle Gonzales
8. Miss Bocage-Normand : Thérèse Arnoult
9. Miss Grand-Bordeaux : Martine Lajus
10. Miss Bretagne : Mireille Tronel
11. Miss Brière : Françoise Hellec
12. Miss Calédonie : Pascale Taurua
13. Miss Champagne : Marina Sennepin
14. Miss Charentes : Béatrice Tixeuil
15. Miss Corrèze : Sylvie Chiquet
16. Miss Côte d'Azur : Béatrice Burie
17. Miss Côte-de-Granit : Corinne Le Goff
18. Miss Côte-d'Opale : Djamila Bouchafa
19. Miss Creuse : Isabelle Panissier
20. Miss Flandres : Annie Davenne
21. Miss Franche-Comté : Françoise Bayssang
22. Miss La-Grande-Motte : Béatrice Ladenos
23. Miss Ile-de-France : Aline Dourneaux
24. Miss Jura : Maryline Carvacho
25. Miss Léman-Haute-Savoie : Martine Bonnaz
26. Miss Lille-métropole : Fabienne Borreman
27. Miss Limousin : Michèle Viravaud
28. Miss Littoral -Nord : Nicole Brulinski
29. Miss Lorraine : Dominique Trotot
30. Miss Martinique : Murielle Peloponese
31. Miss Marseille : Marie-Dominique Calanducci
32. Miss Médoc : Chantal Braham
33. Miss Monbazillac Périgord : Monique Astan
34. Miss Basse-Normandie-Caen : Brigitte Drouin
35. Miss Haute-Normandie-Dieppe : Béatrice Massuger
36. Miss Haute-Normandie-Rouen : Brigitte Mirales
37. Miss Orléans : Véronique Monfrance
38. Miss Paris : Brigitte Konjovic
39. Miss Picardie : Marie-Hélène Cartry
40. Miss Poitou : Murielle Bertraud
41. Miss Réunion : Kelly Hoarau
42. Miss Rouergue : Nadine André
43. Miss Saintonge : Évelyne Guerin
44. Miss Sarthe : Brigitte Jarrier
45. Miss Savoie : Brigitte Perez
46. Miss Seine-et-Marne : Éliane Ambroglio
47. Miss Tahiti : Timia Teriieroo
48. Miss Territoire-de-Belfort : Claudine Garnier
49. Miss Thièrache : Catherine Lajeunesse
50. Miss Toulouse : Catherine Dessevre
51. Miss Touraine : Sylvie Gaultier
52. Miss Haute-Vienne : Pascale Fayaud
53. Miss Yvelines : Catherine Chaudezon
54. Miss Guadeloupe : Line Debar-Monclair
55. Miss Guyane

## Jury
1. Paul Allen, National Westminster Bank
2. Robert Beauvais, acteur
3. Jean-Claude Bouttier, sportif
4. Nicole Bouttier
5. Kiki Caron, sportive
6. Dani, chanteuse
7. Eric Deblicker
8. Véronique Fagot, Miss France 77
9. Ginette Garcin, actrice, chanteuse
10. Tom Heyes, Imperial Chemical Industry
11. Albert de Jaeger, sculpteur
12. Jean-Claude Lagniez
13. Jean-Michel Larqué, sportif
14. Pierre Loctin, Radio France
15. Jean Nohain, animateur
16. A. Oger, Paris Match
17. Patrick Proisy, sportif
18. Mady Sarfati, directrice de la revue Contraception
19. Jacques Vendroux, Radio France
20. François Vicente, directeur de l'Alcazar
21. Louis de Fontenay, Président du Comité Miss France
22. Geneviève de Fontenay, Secrétaire Générale du Comité Miss France

Jury des Prix :
- Philippe Aubert, journaliste
- Robert Beauvais, acteur
- Jean-Pierre Couturier, directeur de Paco Rabanne
- André Dassary, chanteur
- Denise Fabre, speakerine
- Agathe Godard, journaliste
- Mr Kerenski, directeur de Pronuptia
- Isabelle Krumacker, Miss France 73
- Mr Morizot
- A. Oger, journaliste
- Jacques Vendroux, Radio France

## Classement final
| Résultat         | Candidate         | Région                  |
| ---------------- | ----------------- | ----------------------- |
| Miss France 1978 | Pascale Taurua    | Miss Nouvelle-Calédonie |
| 1re dauphine     | Brigitte Konjovic | Miss Paris              |
| 2e dauphine      | Kelly Hoarau      | Miss Réunion            |
| 3e dauphine      | Michèle Viravaud  | Miss Limousin           |
| 4e dauphine      | Chantal Braham    | Miss Medoc              |
| 5e dauphine      | Florence Lefranc  | Miss Alpes              |
| 6e dauphine      | Timia Teriieroo   | Miss Tahiti             |

Prix :
- de la coiffure : Miss Côte d'Azur
- du costume folklorique : Miss Guadeloupe
- de l'élégance : Miss Haute-Normandie-Rouen
- des mannequins : Miss Saintonge
- de la photogénie : Miss La-Grande-Motte
- de la robe du soir : Miss Picardie
- du sourire : Miss Lille-métropole
- de la sympathie : Miss Aquitaine
- de Waleffe : Miss Ile-de-France